# Mark Brown (Nieuw-Zeelands golfer)

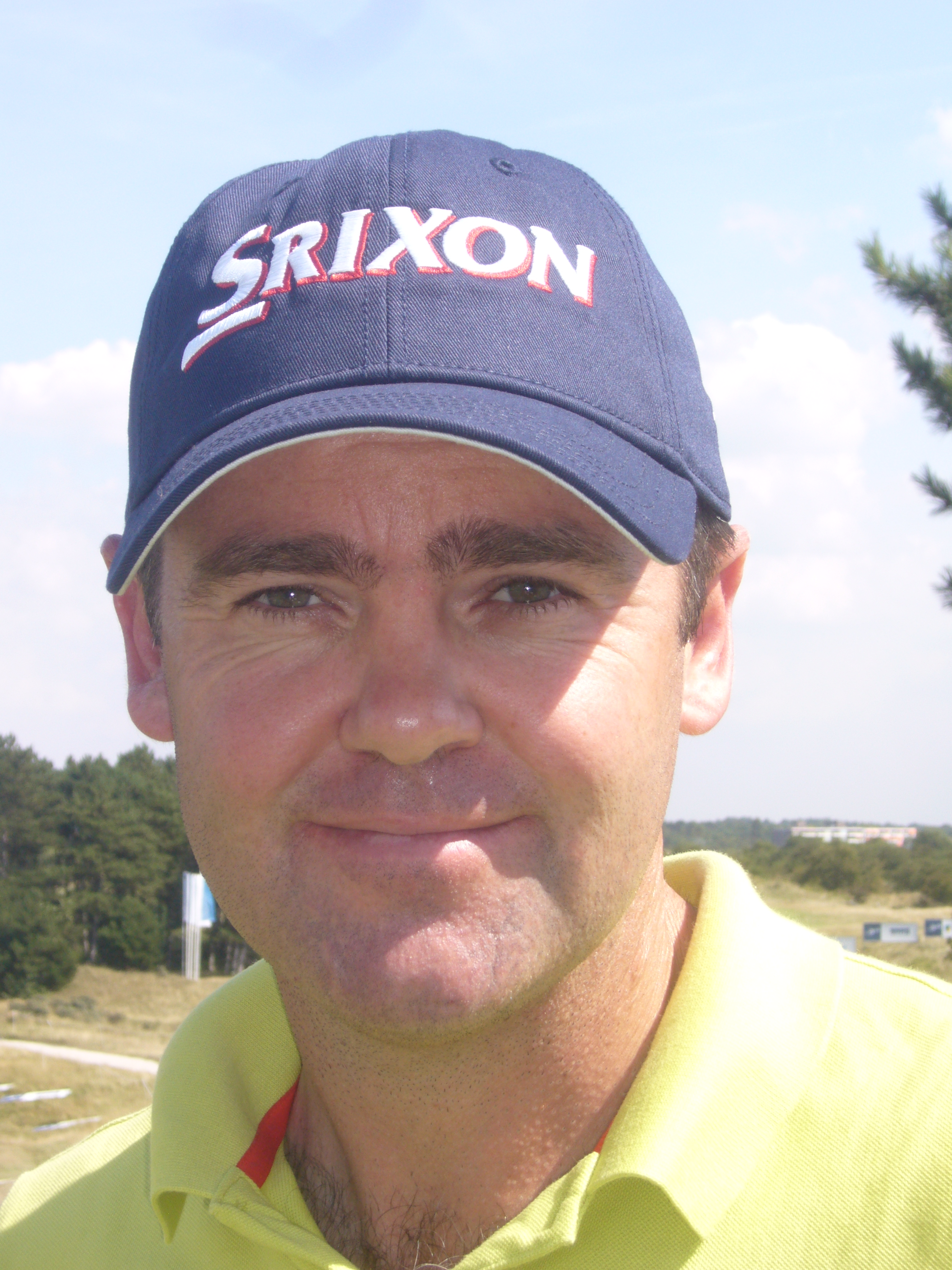
Brown op het KLM Open 2009

Mark Brown (Lower Hutt, 9 februari 1975) is een golfprofessional uit Nieuw-Zeeland.

## Amateur

#### Teams
- Eisenhower Trophy: 1994

## Professional
Brown speelt op de PGA Tour van Australasia, Canada en Azië. In 2007 komt hij viermaal in de Top-10 op de Aziatische Tour (AT) en bereikt de 15de plaats op hun Order of Merit. De eerste overwinning komt in 2008 in India, de tweede is een week later, als hij de Johnnie Walker Classic wint. Deze telt tegenwoordig ook mee voor de Tours van Europa (ET) en Australasia (AAT). Door deze overwinning komt hij op de 64ste plaats van de wereldranglijst, en wordt hij de beste golfer van zijn land. Eind 2008 wint hij de Order of Merit van de Australasia Tour. In 2009 speelt hij ook in Europa, bij het KLM Open 2009 eindigt hij op de 47ste plaats.

#### Gewonnen
- 2006: 2006 Taranaki Open in Nieuw-Zeeland
- 2008: SAIL Open Golf Championship (AT) op Jaypee Greens, India en de Johnnie Walker Classic (ET/AT/AAT) in New Delhi

#### Teams
- World Cup (namens Nieuw-Zeeland): 2008